# Murutinga do Sul
Murutinga do Sul es un municipio brasileño del estado de São Paulo.
Se localiza a una latitud 20º59'36" sur y a una longitud 51º16'39" oeste, estando a una altitud de 409 metros. Su población estimada en 2004 era de 4.068 habitantes.
Posee un área de 248,278 km².

## Geografía

### Clima
El clima de Murutinga do Sul puede ser clasificado como clima tropical de sabana (Aw), de acuerdo con la clasificación climática de Köppen.

### Demografía
Datos del Censo - 2000
Población total: 3.971
- Urbana: 2.594
- Rural: 1.377
- Hombres: 2.019
- Mujeres: 1.952

Densidad demográfica (hab./km²): 15,99
Mortalidad infantil hasta 1 año (por mil): 13,20
Expectativa de vida (años): 72,71
Tasa de fertilidad (hijos por mujer): 2,02
Tasa de alfabetización: 88,40%
Índice de Desarrollo Humano (IDH-M): 0,780
- IDH-M Salario: 0,679
- IDH-M Longevidad: 0,795
- IDH-M Educación: 0,865

(Fuente: IPEADATA)

### Hidrografía
- Río Tietê
- Río de los Tres Hermanos
- Arroyo del Resguardo

### Carreteras
- SP-300

## Administración
- Prefecto: Gilson Pimentel (2009/2012)
- Viceprefecto: Áurea Ernica Cestari
- Presidente de la cámara: (2009/2010)

## Religión
El Cristianismo está presente en la ciudad de la siguiente manera:

### Iglesia Católica
La iglesia católica del municipio forma parte de la Diócesis de Araçatuba.

### Iglesia Protestante
En la ciudad están presentes las más diversas creencias evangélicas, principalmente pentecostales, incluidas las Asambleas de Dios de Brasil (la iglesia evangélica más grande del país), Congregación Cristiana, entre otras. Estas denominaciones están creciendo cada vez más en todo Brasil.